# Charles White Whittlesey
Charles White Whittlesey (1884-1921) est un soldat américain qui s'illustra lors de la Première Guerre mondiale.

## Biographie

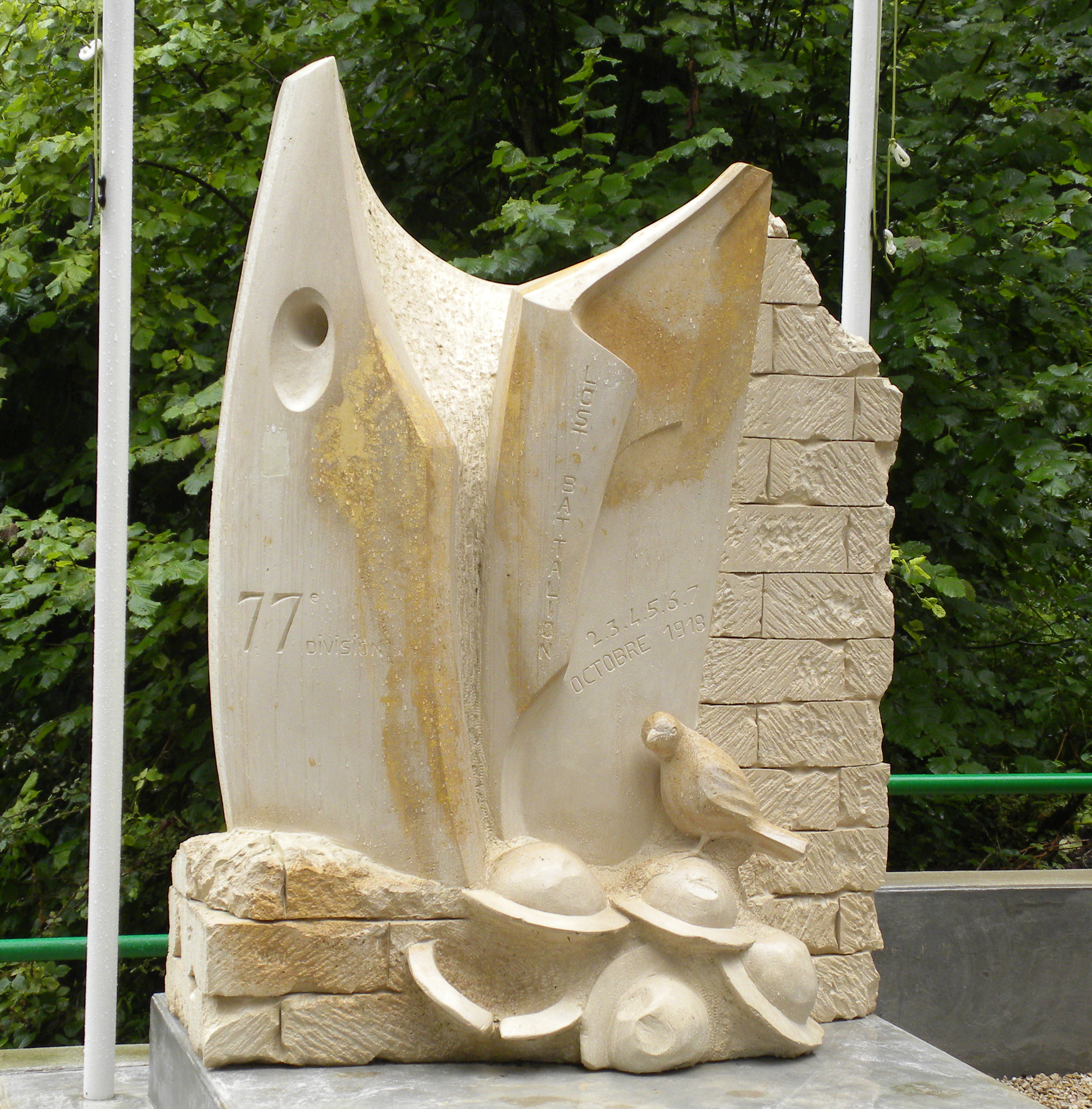
Monument au « bataillon perdu » dans la forêt d'Argonne.

Charles White Whittlesey est né à Florence (Wisconsin) le 20 janvier 1884. Il suivit des études d'avocat.
Enrôlé comme capitaine durant la Première Guerre mondiale, il fut versé dans la 77e division d'infanterie surnommée la metropolitan division car elle était composée par une majorité de New-yorkais dont un grand nombre du Lower East Side, formant ainsi une troupe cosmopolite où l'on dénombrait 42 langues et dialectes.
Envoyé en France, c'est avec le grade de major qu'il monte à l'assaut des lignes allemandes à la tête de 554 hommes dans le secteur de Meuse-Argonne le 2 octobre 1918. Son bataillon progresse dans les lignes ennemies mais les autres unités alliées participant à l'opération sont quant à elles stoppées dans leur progression.
Isolés et encerclés, Whittlesey et ses hommes vont résister pendant cinq jours sans aucun ravitaillement, aux vagues d'assaut allemandes qui utiliseront les lance-flammes. Le 4 octobre les Allemands demandent à Whittlesey de se rendre, ce qu'il refuse. Cette nuit-là, les forces américaines font leurs jonction avec le « bataillon perdu » comme l'ont surnommé les correspondants de guerre ou du moins avec ce qu'il en reste car les pertes s'élèvent à 107 tués, 63 disparus et 190 blessés. Il ne restait que 194 hommes en état de marcher.
Wittlesey fut promu lieutenant-colonel et reçut l'une des trois premières médailles « pour l'honneur », Medal of Honor, ainsi que son second George MacMurtry.
Il rentra aux États-Unis en tant que héros de guerre. Il fut très sollicité pour des conférences et des commémorations de toutes sortes en rapport avec ces événements qui lui étaient douloureux. Le 26 novembre 1921, il embarqua sur le Toloa à destination de La Havane (Cuba). Il se retira dans sa cabine vers 23h00 et fut déclaré disparu le 27 vers 08h00 son corps ne fut jamais retrouvé. Il est probable qu'il se suicida cette nuit-là en se jetant à la mer.